# Antarctic (statek)

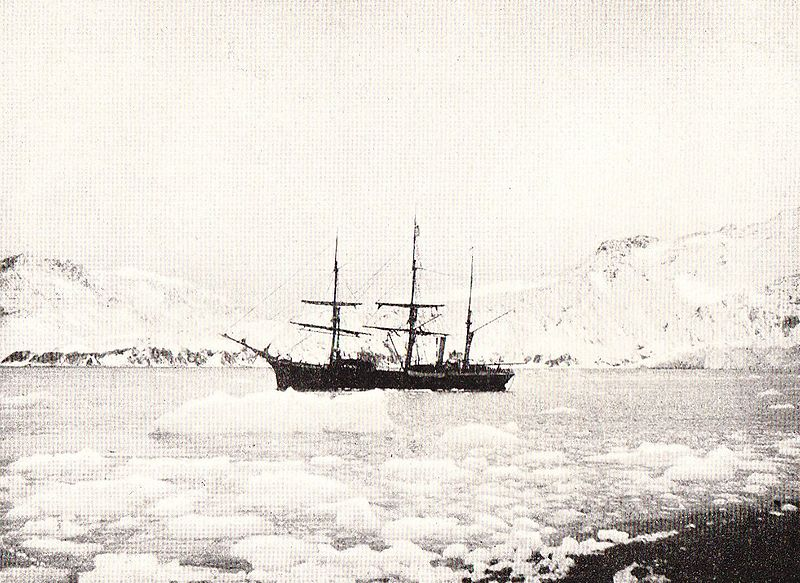
„Antarctic” w lodach Antarktyki (1902)

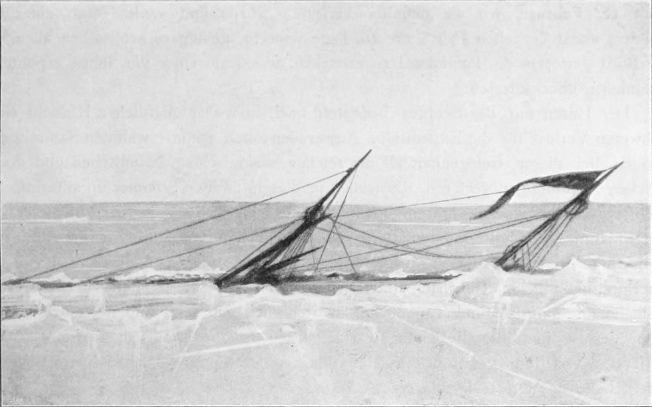
Tonący „Antarctic” (12 lutego 1903)

Antarctic – szwedzki statek badawczy, który służył w wyprawach do Svalbardu i Grenlandii, a następnie w wyprawach antarktycznych w latach 1893–1895 (wyprawa Bulla) i 1901–1903 (wyprawa Nordenskjölda).

## Historia
„Antarctic” został zbudowany w 1871 roku w Drammen dla J. Jürgensena jako statek do połowów fok i butlonosów. Pierwotnie nosił nazwę „Cap Nor” i był używany na wodach wokół Jan Mayen. Następnie został zakupiony przez Svenda Foyna (1809–1894) dla potrzeb finansowanej przez niego wyprawy antarktycznej w latach 1893–1895, kierowanej przez norweskiego wielorybnika Henrika Johana Bulla (1844–1930). Wówczas otrzymał nową nazwę – „Antarctic”. Statek został odremontowany, a jego silnik dostosowano do warunków antarktycznych. Celem ekspedycji był połów wielorybów na Oceanie Południowym, „Antarctic” wyposażono w 11 dział harpunniczych i 8 welbotów. Wyprawa wyruszyła z Tønsberga 20 września 1893 roku. Wielorybnicy odnieśli sukces w polowaniach na foki na Wyspach Kerguelena, ale nie widzieli żadnych wielorybów. Statek popłynął dalej na południe przez lodowy pas na Morzu Rossa, ale nadal wielorybów nie zaobserwowano. Część załogi wylądowała na Przylądku Adare’a, co uznano (mylnie) za pierwsze zejście na kontynent Antarktydy. 
W 1897 roku statek został zakupiony przez szwedzkiego polarnika Alfreda Nathorsta (1850–1921) na potrzeby jego wypraw arktycznych do Svalbardu i do Ziemi Króla Karola w 1898 roku i do północno-wschodniej Grenlandii w 1899 roku. W 1899 roku przeszedł w ręce duńskiego polarnika Georga Carla Amdrupa (1866–1947) i posłużył jego ekspedycji na wschodnią Grenlandię. 
W 1900 roku statek zakupił szwedzki geolog Otto Nordenskjöld (1869–1928) na potrzeby planowanej wyprawy do Antarktyki. Ekspedycja była finansowana z funduszy prywatnych i, aby zebrać pieniądze, Nordenskjöld wynajął statek szwedzkim naukowcom do prowadzenia badań w Svalbardzie. W październiku 1901 roku został doposażony w Sandefjord.
Szwedzka Wyprawa Antarktyczna pod kierownictwem Nordenskjölda wyruszyła z Göteborga 16 października 1901 roku. W Antarktyce napotkano wyjątkowo ciężkie warunki lodowe. Statek utknął w lodzie w zatoce Erebus and Terror Gulf. Załoga opuściła jednostkę, która przez ponad miesiąc dryfowała z lodem, co doprowadziło do wyrwania większej części stępki. Po wypłynięciu na wolne wody statek zatonął 12 lutego 1903 roku na Morzu Weddella na wschód od Paulet Island. Załoga po porzuceniu jednostki przezimowała na Paulet Island. Przeżyli wszyscy poza marynarzem Ole Wennersgaardem, który zmarł na atak serca. Zostali uratowani przez argentyński statek „Urugwaj”, który ocalił pozostałych członków wyprawy zimujących w Snow Hill.
Dla upamiętnienia statku „Antarctic” jedną z cieśnin w Antarktyce nazwano Antarctic Sound.

## Opis statku
„Antarctic” był trzymasztowym drewnianym, jednopokładowym (z podniesionym pokładem na rufie) barkiem o długości 41,45 m, szerokości 8,9 m i zanurzeniu 4,75 m. Był wyposażony w napęd parowy o mocy 45 koni mechanicznych. Mógł osiągać prędkość 6 węzłów. Jego pojemność brutto wynosiła 346 ton rejestrowych, a pojemność netto – 176 ton rejestrowych. Ładowność brutto bez ładunku na pokładzie wynosiła 314 ton rejestrowych. Niektórzy autorzy, jak Bull  i Mills, podają, że pojemność (netto) wynosiła 226 ton rejestrowych. Pojemność taką podaje też rejestr Lloyda z 1896 roku; ponieważ ten sam rejestr dwa lata później podaje niższą wartość, wskazuje to na zmniejszenie ładowności podczas przebudowy. 